# Tetsuya Enomoto
Tetsuya Enomoto (født 2. maj 1983) er en japansk fodboldspiller.
Han har spillet for flere forskellige klubber i sin karriere, herunder Yokohama F. Marinos og Urawa Reds.